# Kerstin Förster
Kerstin Förster (n. 9 noiembrie 1965, Cottbus, RDG) este o canotoare ce a reprezentat Republica Democrată Germană, medaliată olimpică. A participat la o ediție a Jocurilor Olimpice (1988) în care a câștigat o medalie de aur.

## Participări
Lista de mai jos prezintă principalele competiții la care a participat Kerstin Förster de-a lungul carierei.
- rowing at the 1988 Summer Olympics – women's quadruple sculls[*][4]